# Alix Choisy-Necker
Alix Choisy-Necker, född 1902, död 1979, var en schweizisk feminist.
Hon spelade en framträdande roll i kampanjen för införandet av rösträtt för kvinnor i Schweiz, och var ordförande för Schweizerischer Verband für Frauenstimmrecht 1952-1959. 